# Adam Pertofsky
Adam Pertofsky ist ein US-amerikanischer Filmregisseur und Filmeditor.

## Leben
Adam Pertofsky begann seine Karriere zunächst als Filmeditor und arbeitete an verschiedenen Musikvideos, Werbe- und Spielfilmen. Für seinen Schnitt am Musikvideo zu Speed of Sound von Coldplay wurde er bei den MTV Video Music Awards 2005 in der Kategorie Best Editing nominiert.
2004 begann Pertofsky mit dem Regieführen. Sein erster Film als Regisseur wurde der Spielfilm Small Town Murder – Die dunkle Seite des Mondes, der 2008 erschien. 2008 drehte Adam Pertofsky seinen ersten Dokumentarfilm The Witness from the Balcony of Room 306, der vom Attentat auf Martin Luther King handelte. Bei der Oscarverleihung 2009 wurde der Film in der Kategorie Bester Dokumentar-Kurzfilm für den Oscar nominiert.
2018 drehte er den Dokumentarfilm Ubuntu über die Mamas von Kapstadt, eine Gruppe von Frauen, die der Apartheid trotzten. Der Film befindet sich derzeit (Stand Januar 2024) in Postproduktion.
Er gehört der Werbeagentur Rock Paper Scissors und MakeMake an, für die er unter anderem Werbespots für Nike, Toyota, Samsung und Volkswagen drehte.

## Privatleben
Adam Pertofsky ist verheiratet und hat drei Kinder.

## Filmografie

### Als Editor
- 1996: Loser
- 1997: The New Gods
- 2001: Mick Jagger – God Gave Me Everything (Musikvideo)
- 2005: Coldplay – Speed of Sound (Musikvideo)
- 2017: The Neighborhood (Kurzfilm)
- 2019: Galaxy Note 10 Official Film: Alpaca (Kurzfilm)
- 2023: Overtime (Kurzfilm)

### Als Regisseur
- 2008: Small Town Murder – Die dunkle Seite des Mondes (Black Crescent Moon)
- 2008: The Witness from the Balcony of Room 306 (Kurzdokumentarfilm)
- 2011: Dead in the Room

### Als Filmproduzent
- 2008: Dunkumentary (Kurzfilm)
- 2017: Bloood Brothers (Kurzfilm)
- 2021: A Tiny Ripple of Hope
- 2021: Best SHape of My Life (Fernsehserie)